# 程琄
程琄（？年—？年），字贊臣，安徽省徽州府婺源縣溪頭人，清朝官員。
乾隆三十年（1765年）乙酉江南鄉試舉人。四十七年署新寧知縣，四十九年任四川梁山縣知縣。乾隆五十六年（1791年）任順慶府鄰水縣知縣。